# Образцовые войска
Образцовые войска — историческое название отборных частей русской армии, существовавших с 1826 года по 1882 год, основным назначением которых была отработка и внедрение в вооружённых силах единых правил и приёмов обучения личного состава, а также — подготовка инструкторских кадров для пехоты, кавалерии и артиллерии.
Образцовыми войсками России заведовал штаб Его Императорского Высочества главнокомандующего гвардейскими и гренадерскими корпусами.

## История
Образцовые войска были учреждены «для введения в войсках однообразия по всем отраслям фронтового образования, а также обмундирования, постройки и пригонки амуниции», в 1826 году, в составе Образцового пехотного батальона, сформирован 7 июня, впоследствии 27 мая 1827 год переформирован в Образцовый пехотный полк, двухбатальонного состава, с дислокацией в Царском Селе, и Образцового кавалерийского полка (сформирован 5 июня 1826 года, впоследствии эскадрон) . Затем в 1830 году сформированы пешая (Образцовая пешая батарея) и конная (Образцовая конная батарея) Образцовые артиллерийские батареи. 
В 1830-е годы командиром Образцового кавалерийского полка был назначен Павел Петрович Ланской. Под его командованием Образцовый кавалерийский полк снабжал русскую кавалерию отличными военными инструкторами и всегда находился в блестящем состоянии. П. П. Ланской не щадил на содержание формирования, находящегося под его руководством, своих денег и вошёл в немалые долги, в особенности после пожара, от которого очень пострадало имущество одного из эскадронов Образцового кавалерийского полка.
В 1834 году к Образцовому кавалерийскому полку присоединён Учебный кавалерийский эскадрон. В августе 1875 года Учебный кавэскадрон переведён из Павловска в Санкт-Петербург в Аракчеевские казармы.
В период с 1860 года по 1870 год в ходе военной реформы в России учебные части были слиты с образцовыми, и в 1863 году образцовые войска были переименованы в учебные. Окончательное упразднение состоялось в 1882 году. В этот же год Учебные пешая и конная батареи преобразованы в батареи Офицерской стрелковой школы.
14 марта 1882 года Учебный кавалерийский эскадрон обращён на сформирование Офицерской кавалерийской школы.